# ジュラシック・ニューワールド
『ジュラシック・ニューワールド』（英: Primeval New World）は、カナダのSFテレビドラマ。インポッシブル・ピクチャーズとカナダの放送局スペースが共同製作した。
イギリスの恐竜SFドラマ『プライミーバル』のスピンオフ作品であり、『プライミーバル』と比べ残酷なシーンや展開が多く見られる。時系列では『プライミーバル』第5章の後となる。
2012年10月から放送が開始されたが、1シーズンで打ち切りが決定した。

## あらすじ
現代のバンクーバーにプテラノドンやユタラプトルが出現、優れた技術者でハイテク会社の経営者である主人公エヴァン・クロスは、6年前に突然現れたアルバートサウルスに襲われて妻を亡くして以来、時空の亀裂を研究している。
エヴァンは部下の技術者トビーや火器の専門家マックとともに、密かに時空の亀裂を見つけてはそこから飛び出してきた恐竜を送り返す。やがて捕食動物対策班のディランも仲間となり、エヴァンの会社に参加する。エヴァンの親しい友人で会社のCFOのアンジュは、エヴァンに代わって会社を切り盛りするが、エヴァンが亡き妻を忘れられないことを知って会社を去る。カナダ空軍のリーズ中尉はエヴァンの活動に興味を持って援助と干渉を始める。かつて別の時間線から来て命を救ってもらった別のマックの死体をエヴァンが保存していたことを知り、マックはショックを受ける。
やがて軍はエヴァンらのチームの行動を管理し、過去を改変して現代の問題を改善しようとする。アンジュは軍のプロジェクトの責任者となる。エヴァンは軍の行動に抗議し、過去を改変して妻の命を救いたい衝動に抵抗する。だがマックが6年前に戻ってエヴァンを救おうとしたとき、大きな歴史の改変が起きてしまう。

## 登場人物
- エヴァン・クロス
  - 演 - ニオール・マター
  - 主人公。6年前に時空の亀裂と出会い妻と共に工場へ入ったところ、アルバートサウルスに襲われ妻を失う。同時に亀裂調査センターの制服を着たマックに救助されるが、マックはその際に死亡、エヴァンはその死体を冷凍保存する。その後、イギリスにいた別のマックを見つけて会社に雇い入れる。
  - この事件をきっかけに亀裂調査に乗り出す。チームのリーダーを務めるほか、クロス・フォトニクスの社長でもある。

- ディラン・ウェアー
  - 演 - サラ・カニング
  - 捕食動物対策班の一員で、動物に関する豊富な知識を有する女性。第1話で初めて時空の亀裂に遭遇し、エヴァンと行動を共にする。

- マック・レンデル
  - 演 - ダニー・ラヒム
  - 火器の専門家。イギリスにて生活に困窮しているとき、エヴァンに拾われ彼の会社の社員となる。6年前に戻ってエヴァンを救うことになる。

- トビー・ナンス
  - 演 - クリスタル・ロウ
  - 亀裂探知装置開発者で、ハッカー。情報処理を担当しているが、現場に顔を出すことも多々ある。

- アンジュ・フィンチ
  - 演 - ミランダ・フリガン
  - エヴァンの会社クロス・フォトニクスのCFO。エヴァンが亀裂調査に乗り出している間、会社の経営を担当する。

- ケン・リーズ
  - 演 - ジェフ・グスタフソン
  - カナダ空軍中尉、磁気プロジェクトのリーダー。

- コナー・テンプル

- - 演 - アンドリュー・リー・ポッツ
  - 『プライミーバル』から登場。エヴァンの持つ小型の亀裂探知装置を奪還し、彼に時空の亀裂に関する警告をする。

## エピソードリスト
| 話数   | エピソードタイトル                        | 初回放送日                                         | メインの生物                                 | 亀裂の向こう側 | 監督                 |
| ------ | ----------------------------------------- | -------------------------------------------------- | -------------------------------------------- | -------------- | -------------------- |
| 第1話  | 新たな世界 The New World                  | 2012年10月29日（カナダ） 2013年1月8日（イギリス）  | プテラノドン ユタラプトル アルバートサウルス | 白亜紀         | マーティン・ウッド   |
| 第2話  | シシトル Sisiutl                          | 2012年11月5日（カナダ） 2013年1月15日（イギリス）  | ティタノボア                                 | 古第三紀       | アンディー・ミキタ   |
| 第3話  | 空中の恐怖 Fear of Flying                 | 2012年11月12日（カナダ） 2013年1月22日（イギリス） | 甲虫                                         | ジュラ紀       | マイク・ロール       |
| 第4話  | 怒りの恐鳥 Angry Birds                    | 2012年11月19日（カナダ） 2013年1月29日（イギリス） | ティタニス                                   | 新第三紀       | アンディー・ミキタ   |
| 第5話  | 渙然 Undone                               | 2012年11月26日（カナダ） 2013年2月5日（イギリス）  | リカエノプス                                 | ペルム紀       | マイク・ロール       |
| 第6話  | 3番通路に急行せよ Clean Up on Aisle Three | 2012年12月3日（カナダ） 2013年2月12日（イギリス）  | ダエモノサウルス                             | 三畳紀         | アマンダ・タッピング |
| 第7話  | 森の中のベイビー Babes in the Woods       | 2012年12月10日（カナダ） 2013年2月19日（イギリス） | オルニトレステス                             | ジュラ紀       | アンディー・ミキタ   |
| 第8話  | 真実 Truth                                | 2012年12月17日（カナダ） 2013年2月26日（イギリス） | パキケファロサウルス アルバートサウルス      | 白亜紀         | アマンダ・タッピング |
| 第9話  | 突破 Breakthrough                         | 2013年1月22日（カナダ） 2013年3月5日（イギリス）   | トリケラトプス                               | 白亜紀         | アンディー・ミキタ   |
| 第10話 | 大脱走 The Great Escape                   | 2013年1月29日（カナダ） 2013年3月12日（イギリス）  | ティタニス                                   | なし           | アマンダ・タッピング |
| 第11話 | 取り調べ The Inquisition                  | 2013年2月5日（カナダ） 2013年3月19日（イギリス）   |                                              | なし           | マーティン・ウッド   |
| 第12話 | 雷鳴 Part1 The Sound of Thunder (Part I)  | 2013年2月12日（カナダ） 2013年3月26日（イギリス）  | ブロントスコルピオ                           | 無数           | マーティン・ウッド   |
| 第13話 | 雷鳴 Part2 The Sound of Thunder (Part II) | 2013年2月19日（カナダ） 2013年4月3日（イギリス）   | ブロントスコルピオ アルバートサウルス        | 白亜紀         | マーティン・ウッド   |

## メディア展開
2012年10月29日から2013年2月19日にかけてカナダの放送局スペースにて放送された。カナダでの視聴率は振るわず、1シーズンで打ち切られることとなった。
2016年2月19日に日本でDVDが発売された。その後、2018年にはAmazonビデオで配信された。